# Мандра (село)
Вижте пояснителната страница за други значения на Мандра.
Мандра е село в Южна България. То се намира в община Хасково, област Хасково.

## Население
Численост
Численост на населението според преброяванията през годините:
| \| Година на преброяване \| Численост \| \| --------------------- \| --------- \| \| 1934 \| 935 \| \| 1946 \| 935 \| \| 1956 \| 785 \| \| 1965 \| 562 \| \| 1975 \| 539 \| \| 1985 \| 500 \| \| 1992 \| 491 \| \| 2001 \| 478 \| \| 2011 \| 477 \| \| 2021 \| 378 \| |           |
| Година на преброяване | Численост |
| 1934 | 935       |
| 1946 | 935       |
| 1956 | 785       |
| 1965 | 562       |
| 1975 | 539       |
| 1985 | 500       |
| 1992 | 491       |
| 2001 | 478       |
| 2011 | 477       |
| 2021 | 378       |

### Етнически състав
Преброяване на населението през 2011 г.
Численост и дял на етническите групи според преброяването на населението през 2011 г.:
|                     | Численост | Дял (в %) |
| Общо                | 477       | 100,00    |
| Българи             | 324       | 67,92     |
| Турци               | 3         | 0,62      |
| Цигани              |           |           |
| Други               |           |           |
| Не се самоопределят | 103       | 21,59     |
| Неотговорили        | 42        | 8,80      |

## Културни и природни забележителности
В непосредствена близост до селото се намира язовир „Мандра“. Той е известен с добрия и богат улов. Удобен е за почивка и отмора сред красива природа.
В непосредствена близост до селото се намира също така и Аязмото в местността Старата мандра. Тя е известна с магична сила. Водата, която е малко по-надолу от параклиса „Св. Марина“, не пресъхва никога, разказват местните хора. За чудотворния извор, който е винаги пълен, дори и в най-големите жеги, бабите твърдят, че лекува перфектно болести по очите. С нея местните измивали очичките на бебетата още щом станат на 40 дни.
Хората в Мандра са чували и стара история за неизлечимо болно момче от другия край на България. Лекарите го били отписали от този свят, но майка му, научила от знахарка за лековитата мандренска вода, го довела в селото им като последен шанс. Дала на детето си да пие от лековития извор и то оздравяло като по чудо.
Векове по-късно кореняците все още тачат местността и често ходят до параклис „Св. Марина“, строено през 1465 година, за да запалят свещичка.

## Редовни събития
Всяка година около 19 юли се провежда събор, на който се събира цялото село и хора от съседните села.

## Личности
- Десислава Кирова – професионален боксьор, световен шампион в категория „супер петел“[5]

## Галерия
- параклис „Света Марина“
- Аязмото до параклис „Света Марина“
- църквата „Света Неделя“ (1874 – 1887) в село Мандра
- Главната улица на село Мандра
- Сградата на кметството
- Улица в село Мандра
- Училище в село Мандра
- язовир „Мандра“